# براد ميلس
براد ميلس (بالإنجليزية: Brad Mills)‏ هو لاعب كرة قاعدة أمريكي، ولد في 5 مارس 1985 في ميسا في الولايات المتحدة.

## وصلات خارجية
- براد ميلس على موقع دوري كرة القاعدة الرئيسي (الإنجليزية)
- براد ميلس على موقع الدوري الياباني لكرة القاعدة (الإنجليزية)
- براد ميلس على موقعبيزبول رفرنس.كوم (الدوري الرئيسي) (الإنجليزية)
- براد ميلس على موقعبيزبول رفرنس.كوم (الدوري الثانوي) (الإنجليزية)
- براد ميلس على موقع إي إس بي إن.كوم (أم.أل.بي) (الإنجليزية)
- براد ميلس على موقع مشجعي الرسوم البيانية (الإنجليزية)